# Acrostira
Acrostira is een geslacht van rechtvleugeligen uit de familie Pamphagidae. De wetenschappelijke naam van dit geslacht is voor het eerst geldig gepubliceerd in 1929 door Günther Enderlein.

## Soorten
Het geslacht Acrostira omvat de volgende soorten:
- Acrostira bellamyi Uvarov, 1922
- Acrostira euphorbiae Garcia-Becerra & Oromí, 1992
- Acrostira tamarani Baez, 1984
- Acrostira tenerifae Perez & López, 2005